# مصطفى سارب
مصطفى سارب (بالتركية: Mustafa Sarp)‏ (مواليد 5 نوفمبر 1980) هو لاعب كرة قدم تركي، يلعب في نادي غلطة سراي التركي، في مركز الوسط. بدأ مشواره في نادي بورصاسبور التركي ثم انتقل إلى نادي غلطة سراي التركي في عام 2009 م.

## روابط خارجية
- مصطفى سارب على موقع الاتحاد الدولي (مؤرشف)  (الإنجليزية)
- مصطفى سارب على موقع الاتحاد الأوربي (الإنجليزية)
- مصطفى سارب على موقع اتحاد تركيا (لاعب) (الإنجليزية)
- مصطفى سارب على موقع اتحاد تركيا (مدرب) (الإنجليزية)
- مصطفى سارب على موقع قاعدة بيانات كرة القدم.إي يو (الإنجليزية)
- مصطفى سارب على موقع Soccerway.com (الإنجليزية)
- مصطفى سارب على موقع عالم كرة القدم.نت (الإنجليزية)